# Bawean
Bawean is een vulkanisch eiland, 150 kilometer ten noorden van het Indonesische eiland Java.
Alleen op dit eiland komt het Baweanhert (Axis kuhlii) voor; een van de meest zeldzame herten ter wereld.
Op 11 januari 1597 werd bij Bawean het schip Amsterdam in brand gestoken. De Amsterdam maakte deel uit van de eerste expeditie naar de Oost die de Compagnie van Verre had uitgezonden, met onder meer Cornelis de Houtman aan boord. Door de hoge sterfte kreeg de expeditie een bemanningstekort en moest een van de schepen worden opgegeven. Omdat de Amsterdam water maakte, viel de keus op dit schip.
In 1743 werd Bawean in bezit genomen door de VOC.
Op 27 en 28 februari 1942 vond tussen Java en Bawean de Slag in de Javazee plaats. Een geallieerd eskader, waaronder de Nederlandse lichte kruisers Java en De Ruyter, werd door de Japanse marine vernietigd. In 2002 werden 60 kilometer ten zuidwesten van Bawean de wrakken van de Java en De Ruyter gevonden. In 2016 bleken deze schepen verdwenen te zijn, waarschijnlijk gelicht om het staal als schroot te verkopen.